# Pablo Wagner
Pablo Guillermo Wagner San Martín (29 de junio de 1970) es un ingeniero comercial, empresario y político chileno. Tras un largo paso por el sector privado, fue subsecretario de Minería del primer gobierno del presidente Sebastián Piñera entre 2010 y 2012. El año 2017 fue imputado por delitos reiterados de cohecho y lavado de activos en el Caso Penta, siendo finalmente condenado en julio de 2018 como autor de delitos tributarios reiterados e incremento patrimonial relevante e injustificado.

## Carrera profesional
El año 1987 egresó del Colegio de los Sagrados Corazones de Santiago e ingresó a la Pontificia Universidad Católica de Chile (PUC) donde se formó como ingeniero comercial. Obtuvo luego una Maestría en Administración de Negocios en la misma casa de estudios y cursó estudios de posgrado en la Universidad de Texas en Austin, en los Estados Unidos.
Su vida laboral la inició como jefe de marketing corporativo de Cristalerías de Chile, tras lo cual pasó a Empresas Penta, como gerente de proyectos, entre 1998 y 2000, y luego como gerente de planificación y desarrollo de la vinculada Banmédica, entre 2000 y 2009. Desarrolló, entonces, una estrecha relación con el empresario Carlos Alberto Délano, uno de los principales accionistas del grupo.
Formó parte del directorio de AFP Cuprum entre 2001 y 2010, y fue nombrado vicepresidente de éste en 2007, mientras la compañía era presidida entonces por Ernesto Silva Bafalluy. También fue director de la Isapre Cruz Blanca, cargo al que renunció en 2014.

## Carrera política
A fines de los años 1980, se acercó a la conservadora Unión Demócrata Independiente (UDI). Reconocido seguidor del pensamiento de Jaime Guzmán en lo político y Miguel Kast en lo económico, entre sus cercanos de su primera etapa en el partido se contaban Rodrigo Álvarez y Darío Paya. A principios de la década de 1990 fue parte de dos directivas juveniles en la tienda. Luego perteneció a la Comisión Política de la misma.
En 2010, tras el triunfo de Sebastián Piñera en la elección presidencial de 2009-2010, fue nombrado subsecretario de Minería, siendo ministro Laurence Golborne. Su gestión —marcada por el rescate de los 33 mineros atrapados en el yacimiento San José— finalizó abruptamente en octubre de 2012, luego de que la licitación de la explotación de los yacimientos de litio fuera anulada por el incumplimiento de las bases de la empresa que fue dada por ganadora, la Sociedad Química y Minera de Chile (SQM).

## Casos judiciales

### Caso Penta
A fines de 2014 fue sindicado como uno de los involucrados en el llamado Caso Penta, una investigación abierta para esclarecer los eventuales aportes de Empresas Penta a políticos independientes o cercanos a los partidos de derecha. Los antecedentes del caso indicaban que Wagner recibió un total de $42 millones del grupo en pagos periódicos, mientras era subsecretario de Minería. El 9 de enero de 2015, el 8º Juzgado de Garantía de Santiago anunció que Wagner será formalizado por los delitos de cohecho y lavado de activos, el 4 de marzo de ese año. Ese mismo día, Wagner renunció a su militancia en la UDI. El 7 de marzo de 2015 quedó en prisión preventiva en el Anexo Penitenciario Capitán Yáber, hasta el 28 de abril, cuando se revocó la medida y quedó bajo arresto domiciliario total y arraigo nacional.

### Caso Litio
Desde 2013, se investigó la participación de Wagner en la adjudicación de SQM de los llamados Contratos Especiales de Operación del Litio (Ceol) que le costó la renuncia a la Subsecretaría. En julio de 2013 el Consejo de Defensa del Estado (CDE) se querelló contra Wagner y la exjefa de la División Jurídica del Ministerio de Minería, Jimena Bronfman, por sus eventuales participaciones en el delito de falsificación de instrumento público. Mientras Bronfman fue formalizada por dicho delito en enero de 2015, la investigación contra Wagner fue formalizada en octubre de 2016, pocos días después de que se filtrara un intercambio de correos de 2012 entre Wagner y el entonces subsecretario de Hacienda Julio Dittborn, donde se da a conocer su intervención en la licitación.
En febrero de 2017 tanto Wagner como Bronfman lograron un acuerdo con la Fiscalía para la suspensión condicional de la investigación en su contra, comprometiéndose a donar 1 millón de pesos al Cuerpo de Bomberos de Chile y Techo, respectivamente, ambas instituciones involucradas en el combate a los incendios que afectaron Chile a inicios de ese año.